# Анестиада
Анестиада (на гръцки: Ανεστιάδα, катаревуса: Ανεστιάς, Анестиас) е историческо село в Република Гърция, на територията на дем Кавала.

## География
Селото е било разположено на 80 m надморска височина в южните склонове на Урвил (Ори Леканис), на 3 km северно от Неа Карвали (Чапранди чифлик).

## История
Селото е създадено в 1924 година за настаняване на гърци бежанци от Турция и влиза в състава на община Халкеро (Кьосе Еляз). В 1934 година е включено в община Левки (Чинар). След Втората световна война е изоставено.
| Година    | 1913 | 1920 | 1928 | 1940 | 1951 | 1961 | 1971 | 1981 | 1991 | 2001 | 2011 | 2021 |
| --------- | ---- | ---- | ---- | ---- | ---- | ---- | ---- | ---- | ---- | ---- | ---- | ---- |
| Население |      |      | 27   | 36   | 30   |      |      |      |      |      |      |      |